# Durcsák János
Durcsák János (Felsőolsva, 1771 – Eger, 1837. január 31.) egri egyházmegyei kanonok.

## Élete
Eperjesen és Kassán tanult, 1790-ben az egri papnevelő intézetbe lépett. 1794-ben felszenteltetése után Tályán káplánkodott, ahonnét 1794-ben a seminarium tanulmányi felügyelőjévé neveztetett ki; öt év múlva a mennyiségtan tanárává s az egri csillagvizsgáló őrévé rendeltetett. Később teológiát is tanított. Az egri érseki joglíceumnak 1802–06-ban matézistanára, 1816-tól 1830-ig igazgatója volt. 1812-ben kanonok lett, 1830. augusztus 16-án pedig szardikai választott püspök.

## Munkái
Compendium religionis christianae in usum scholasticae juventutis concinnatum. Agriae, 1823. (2. kiadás. Uo. 1825.)
Arcképe kőmetszetben Bécsben készült és kiadta ponori Thewrewk József a M. Pantheonban 1830-ban.